# 曼陀羅寺
曼陀羅寺（まんだらじ）は、愛知県江南市前飛保町寺町（まえひぼちょうてらまち）にある西山浄土宗の寺院。

## 概要
山号は日輪山（にちりんさん）。詳名は「日輪山 遍照光院 曼陀羅寺」。通称「飛保の曼陀羅寺」。本尊は阿弥陀三尊。藤の名所として知られる。

## 歴史
元徳元年（1329年）、後醍醐天皇の命により、叔父である天真乗運を開山として1324年から1329年の5年の歳月をかけて創建されたと伝える。その後、後奈良天皇からも勅願寺の綸旨を賜っている。かつては円福寺と称していたが寛正3年（1462年）に現在の寺号となる。豊臣秀吉からは204石の朱印状を戴き、江戸時代には231石の黒印状を戴いて明治維新まで続いた。織田・豊臣・徳川から下付された古文書類のほか多数の宝物を所蔵し、毎年春の藤まつりの開催に合わせて一般公開している。
現存する正堂は、寛永9年（1632年）、当地出身で後に徳島藩祖となった蜂須賀家政によって再興されたものである。
1948年（昭和23年）、西山浄土宗から曼陀羅寺を本山とする浄土宗西山曼陀羅寺派として分派するが、1961年（昭和36年）、西山浄土宗に合流する。

## 境内

### 本堂・公園
- 正堂（本堂） - 寛永9年（1632年）建立。御所の紫宸殿を模したという。国の重要文化財。
- 曼陀羅寺公園 - 寺域の一部を公園として市に提供。「藤まつり」の会場となる。

### 塔頭
以下の8か院がある。

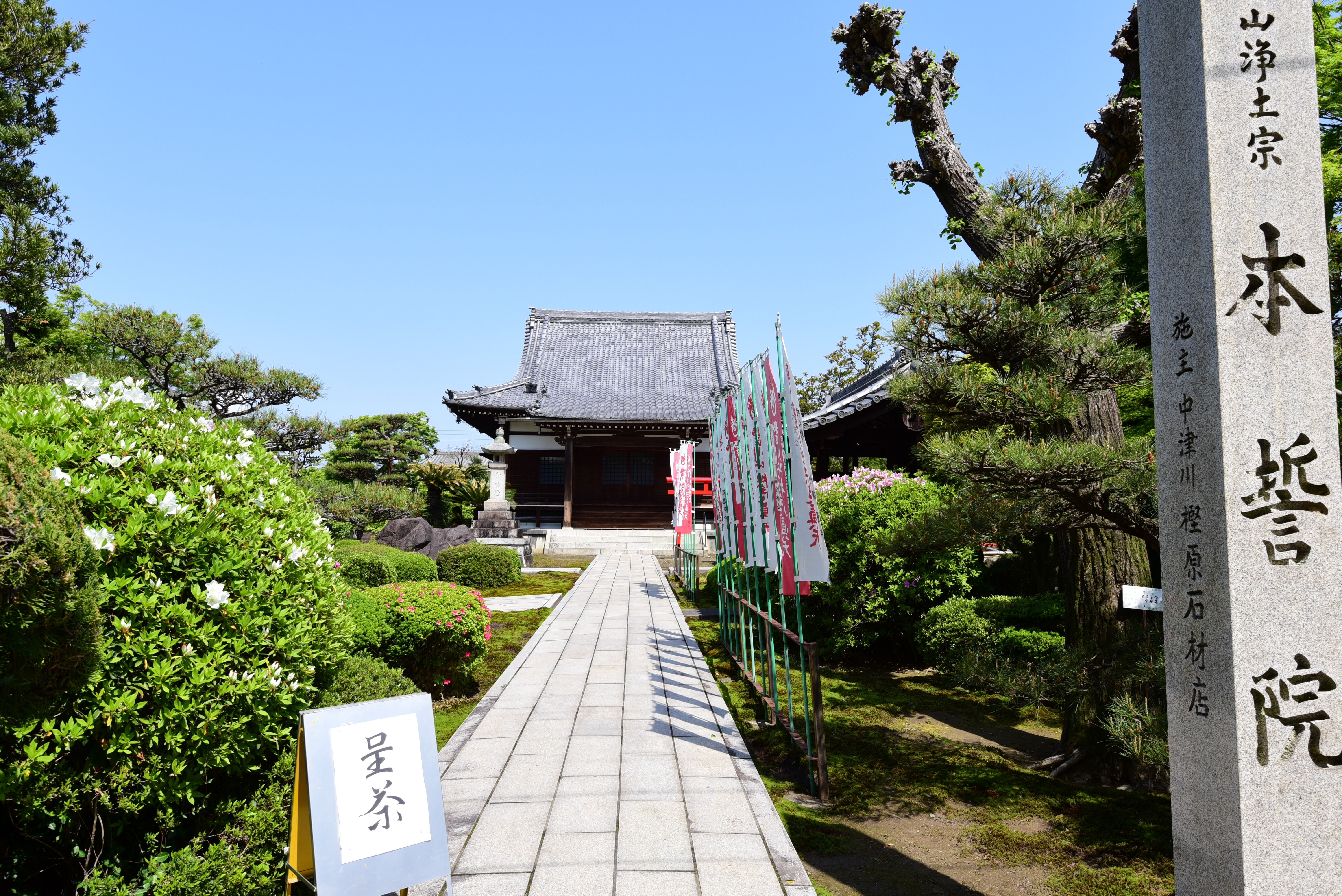
本誓院

- 本誓院 - 蜂須賀家政が幼少時に勉学した寺。家政の位牌と勉学に使用した机を所蔵している。
- 世尊院
- 修造院
- 光明院
- 常照院
- 寛立院
- 慈光院
- 霊鷲院

## 文化財

### 重要文化財（国指定）
- 正堂 - 寛永9年（1632年）建立。入母屋造、檜皮葺き。
- 書院 - 文禄元年（1592年）建立。書院造、銅板葺き。関ヶ原の戦いの前哨戦である岐阜城攻略の際に、東軍の諸将がここで軍議をしたと伝わる[2]。裏庭には「弥陀桜」というヒガンザクラがある[1][3]。
- 絹本著色浄土五祖像：5幅
- 銅鐘 - 朝鮮・高麗時代

### 愛知県指定有形文化財
- 地蔵堂[4] - 本尊の地蔵尊は、後醍醐天皇の母親の念持仏として宮中に祀られていたものを、創建時に天真乗運に賜ったものと伝わる[2]。
- 浄土変相当麻曼荼羅図[5]

### 江南市指定文化財
- （絵画）絹本著色三尊弥陀来迎図・絹本著色涅槃図・絹本著色地蔵菩薩像・絹本著色欣浄縁図・絹本著色阿弥陀三尊来迎図・絹本著色阿弥陀一尊来迎図・絹本著色光明阿弥陀大三尊図・絹本著色法然上人鏡御影・絹本墨絵観音蘆雁図・絹本著色釈迦三尊図・絹本著色五上人像・絹本著色釈迦十六善神図・紙本著色豊臣秀吉像・紙本著色徳川家康像[6]
- （建築物）曼陀羅堂[6]
- （工芸）香箱文珠・鐃鈸・罄子[6]
- （書状）織田信雄禁制・豊臣秀吉禁制・織田秀信禁制・石田三成禁制・豊臣秀吉安堵状・豊臣秀吉朱印状・九条大納言村久野庄寄進状・後奈良天皇綸旨・女房奉書・曼陀羅寺縁起・織田信雄書状・徳川忠吉書状・原田右衛門領収書状・石田三成書状・三條西公條書状・田地寄進状・空阿円海永代譲渡状・織田信長制札・織田信雄制札・織田信忠禁制[6]
- （彫刻）木造阿弥陀三尊立像・木造地蔵菩薩立像・不動面・木造観音菩薩・勢至菩薩立像（鞘仏）・木造観音菩薩・勢至菩薩立像（胎内仏）[6]
- （天然記念物）むく、彼岸桜[6]

## 行事
- 4月後半 - 5月6日 - 藤まつり
  - 開始日は毎年変わる。
- 菊まつり - 2006年（平成18年）からすいとぴあ江南に場所を移した。
  - 2004年（平成16年）には愛知万博のマスコットのモリゾーとキッコロをかたどったものも出た。

## ギャラリー

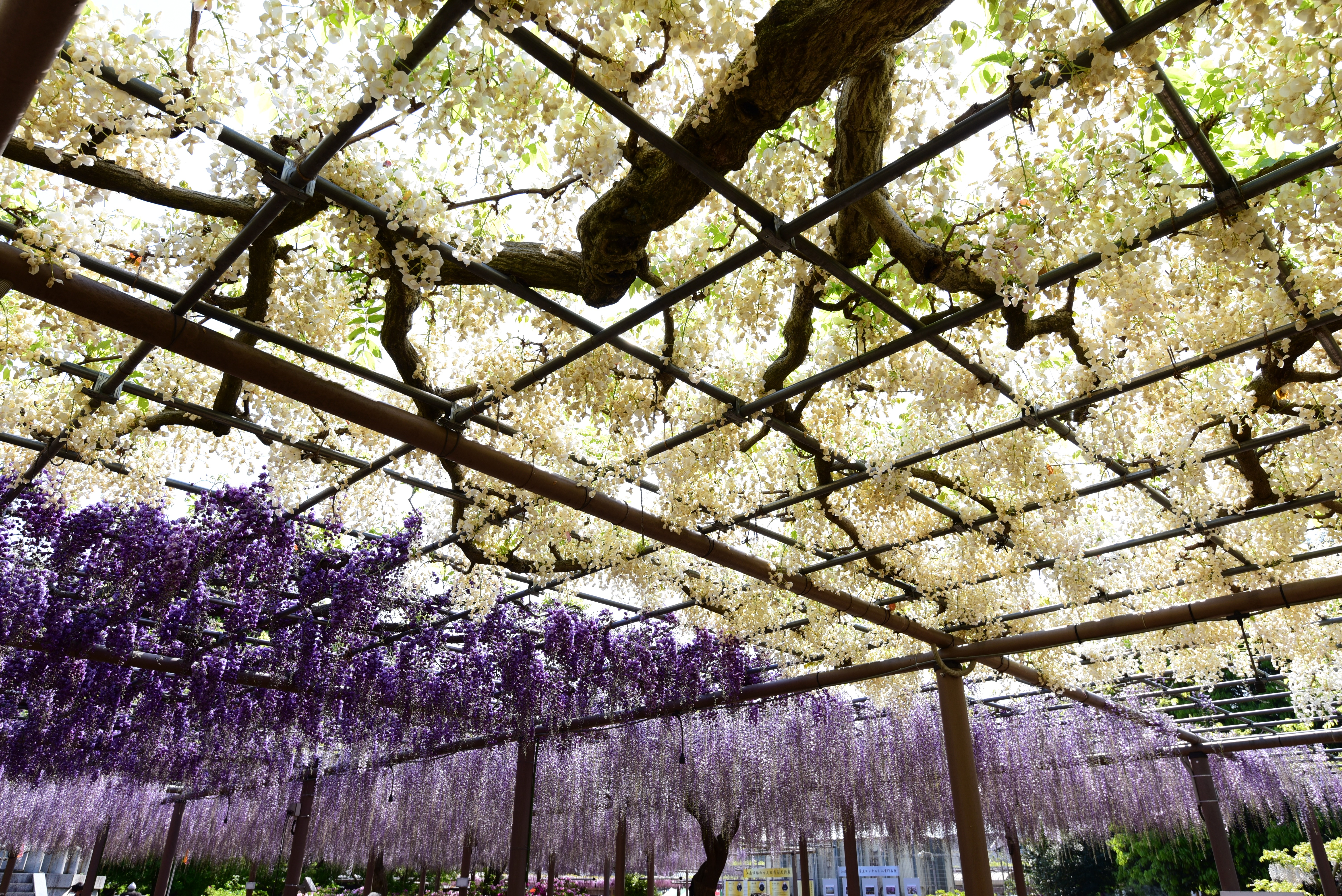
藤まつり
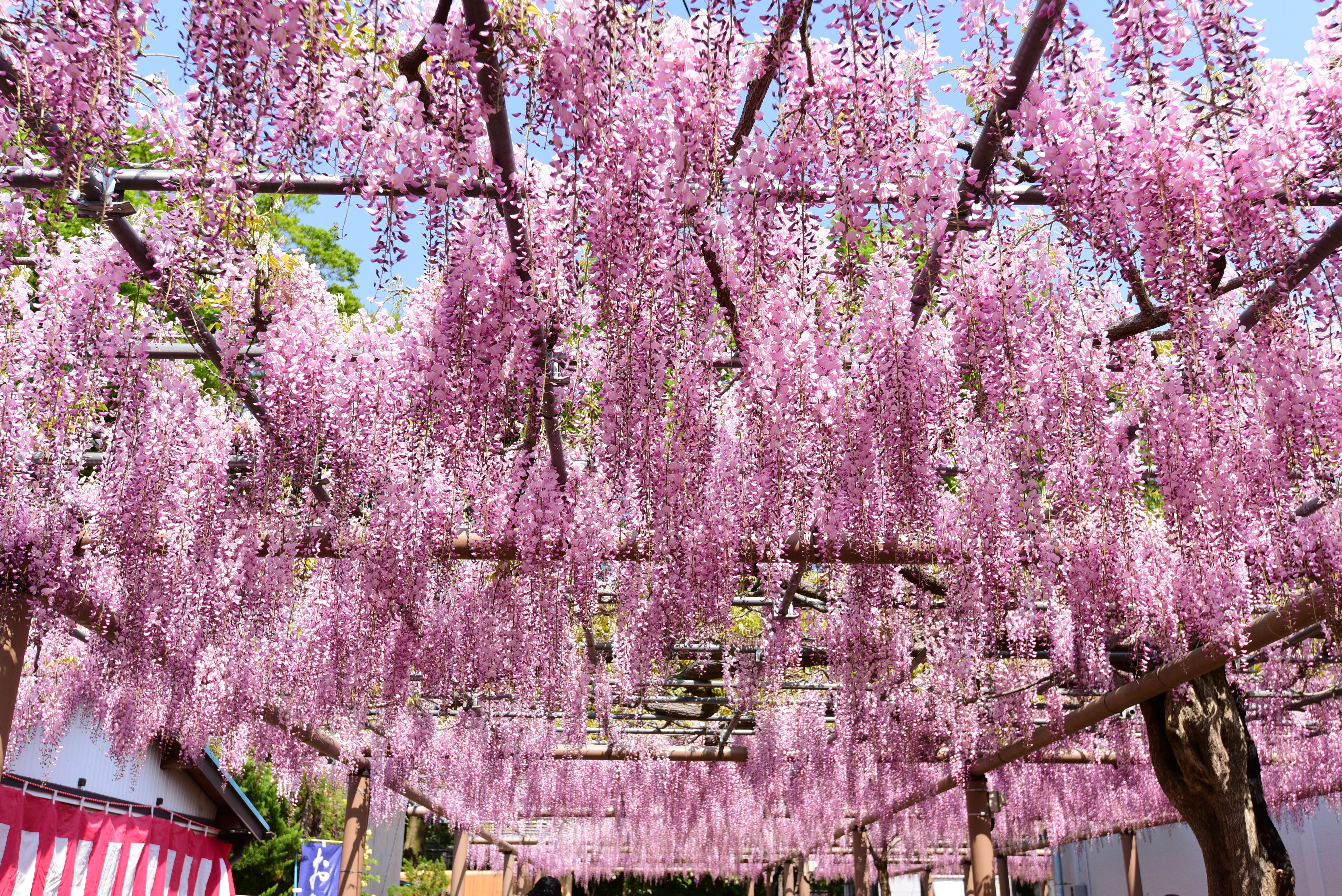
藤まつり
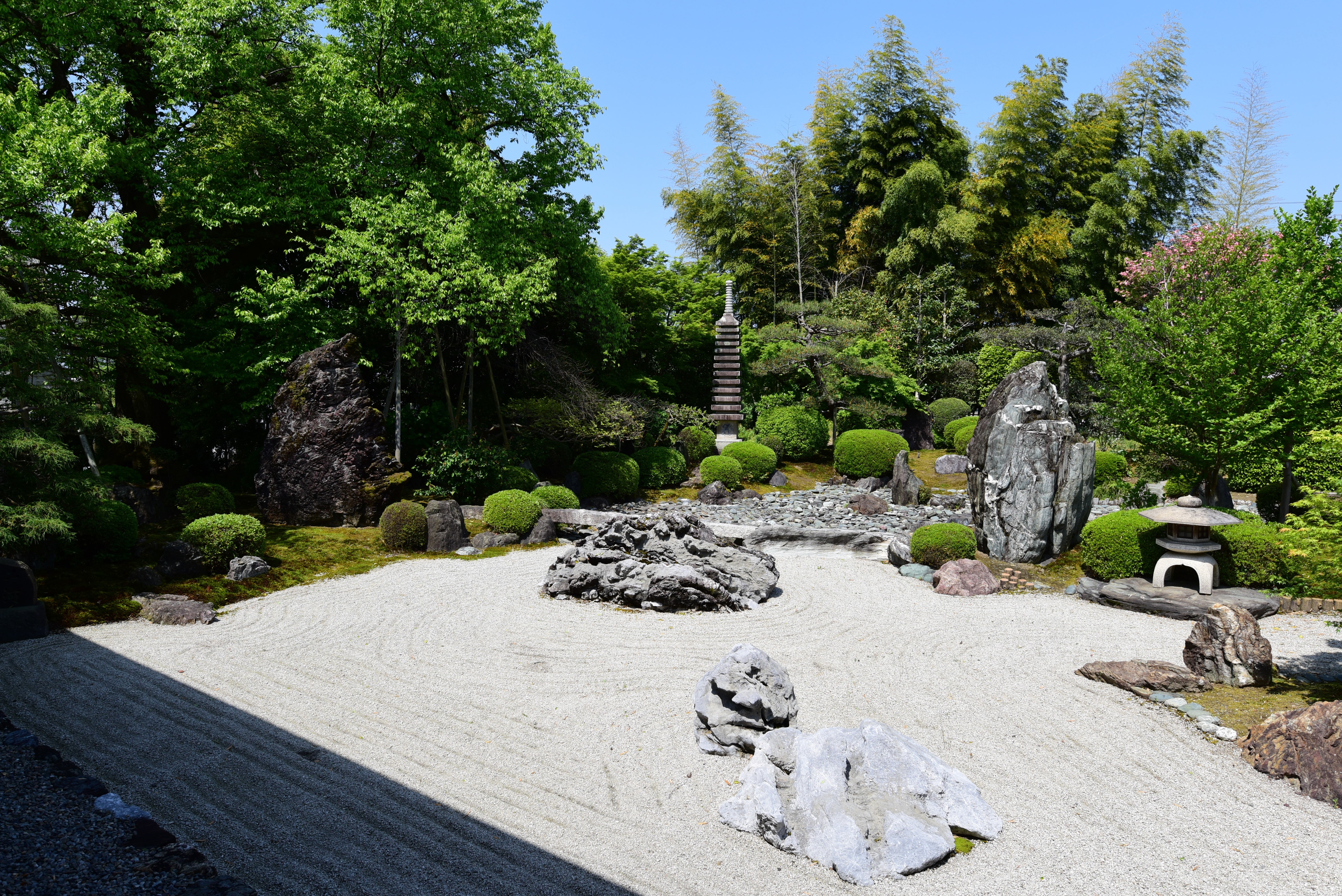
二河白道を象った庭園

## 所在地
- 愛知県江南市前飛保町寺町202

## 交通アクセス
- 名鉄犬山線 江南駅より名鉄バス「江南団地」行きに乗車（約15分）、「曼陀羅寺」バス停下車、徒歩で約2分。名鉄一宮駅からのバス便もある。